# ضيعة محروس (مسلسل)
ضيعة محروس سلسلة تونسية عُرضت لأول مرة سنة 1995 في موسمها الأول، وتواصل الموسم الثاني في سنة 1996 على قناة تونس 7، وهي من تأليف مشترك بين محمد بن محمود والطاهر النجار، وإخراج المنصف الكاتب.
بالتعاون مع مؤسسة الإذاعة والتلفزة التونسية، أنتجت «شركة زيني فيلم للإنتاج التلفزي بتونس» الموسم الأول، بينما كان الموسم الثاني من إنتاج «شركة حسان للإنتاج الفني بتونس». وقد حققت السلسلة نجاحًا باهرًا في تونس، حيث تحصلت على جائزة مهرجان تلفزيون العرب بالقاهرة مما جعلها تُبث في أغلب بلدان العالم العربي.
تتكون السلسلة من 61 حلقة على مدار الموسميْن، وهي ناطقة بالعربية الفصحى (مراجعة المنصف مراد وعبد العزيز صميدة)، حيث تتوجه بالأساس إلى الأطفال. تدور أحداثها في إطار كوميدي خيالي، عن طريق مجموعة من المسرحيين التونسيين يرتدون أقنعة حيوانات.

## القصة
تروي القصة مغامرات عدد من حيوانات الضيعة التي تتعايش فيما بينها رغم اختلافها عن بعضها البعض، حيث تتعاون هذه الحيوانات في أغلب الأوقات لإفشال المكائد الشريرة التي يقوم بها ثعلوب وثعلوبة.
وتختلف قصص الحلقات بين مختلف الشخصيات من حلقة إلى أخرى، حيث تتميز بطابع تربوي، تثقيفي، وتوعوي، قائم على الطرافة والتشويق كما تتخلل كل حلقة أغنية جديدة.

## الشخصيات
كان لبعض الشخصيات مؤدي صوت مختلف عن الممثل الذي أدى الدور:
- الحبيب بن ذياب: «محروس» القط المشاكس
- المنصف مراد: «نمرود» النمر العصبي
- خديجة اللطيف: «نسنوسة» القطة
- بوراوي الوحيشي: «ثعلوب» الثعلب المحتال
- عبير الغالي: «ثعلوبة» زوجة ثعلوب
- محمد علي سعيد: «كوكو» الديك (صوت: كمال داوود)
- سنية بوقديدة: «أرنوبة» الأرنب (صوت: حياة المنتصري)
- الحبيب الفالح: «سعدون» القرد
- إسراء بوعكاز: «سحرورة» الساحرة
- شكري سلامة: «بعبع» الخروف (صوت: رضا بالحسن)
- إلياس الغزواني : «مرجان» الحمار الحكيم (صوت: نور الدين قلص)